# Alići (Pljevlja)
Pour les articles homonymes, voir Alići.
Alići (en serbe cyrillique : Алићи) est un village du nord du Monténégro, dans la municipalité de Pljevlja.

## Démographie

### Évolution historique de la population
| 1948 | 1953 | 1961 | 1971 | 1981 | 1991 | 2003 |
| ---- | ---- | ---- | ---- | ---- | ---- | ---- |
| 127  | 140  | 153  | 138  | 132  | 125  | 112  |